# Chapelle Notre-Dame de la Pierre de Tirlemont
La chapelle Notre-Dame de la Pierre (Kapel van Onze-Lieve-Vrouw ten Steen en néerlandais) est une chapelle de style gothique située à Grimde, quartier de la ville belge de Tirlemont (Tienen) en Brabant flamand.

## Localisation
La chapelle Notre-Dame de la Pierre se dresse, non loin des tumuli de Grimde, dans le quartier de Grimde, un ancien hameau de Tirlemont situé au sud-ouest du centre-ville, au sud de la chaussée de Saint-Trond, ou route nationale RN3.

## Historique
La chapelle, construite le long de la chaussée romaine de Bavay à Cologne, est le centre d'un culte séculaire à saint Maur : les pèlerins portaient une couronne de fer pour prévenir et guérir les maux de tête et les soucis,. Plus tard, le culte marial s'y ajoute et la chapelle reçoit son nom actuel,.
Son nom vient probablement de mégalithes situés dans les environs.
La chapelle est construite et consacrée en 1331 à l'emplacement où étaient soignés les lépreux de la ville,,.
En 1699, elle prend sa forme actuelle, : l'entablement du portail de style baroque de la façade mentionne le millésime 1699.
La maison de l'ermitage est ajoutée vers 1755.
Les fenêtres de la chapelle ont été modifiées au XVIIIe siècle.

## Statut patrimonial
La chapelle figure à l'inventaire du patrimoine immobilier de la Région flamande (Inventaris Onroerend Erfgoed) sous la référence 43058.

## Architecture

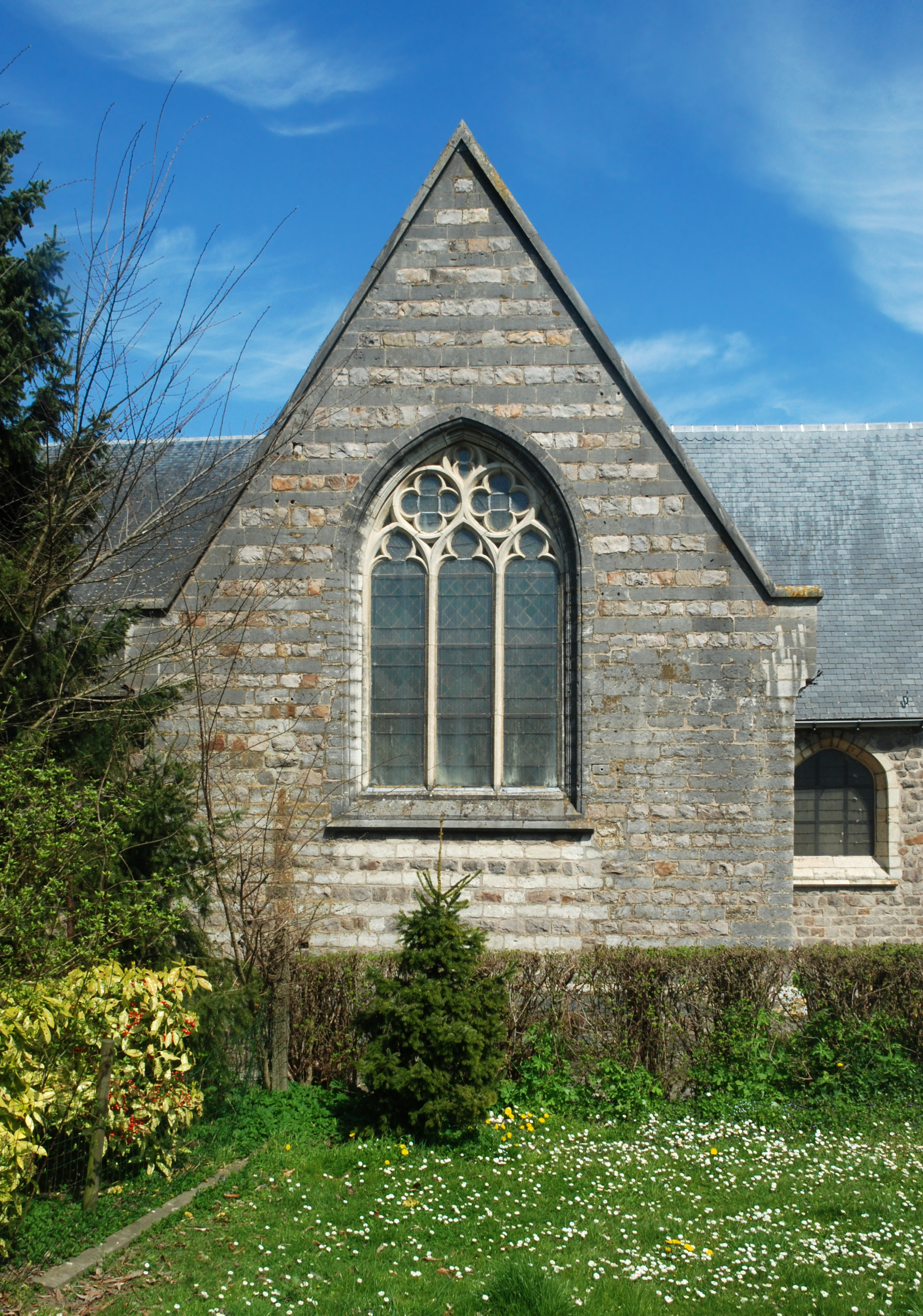
Le transept.
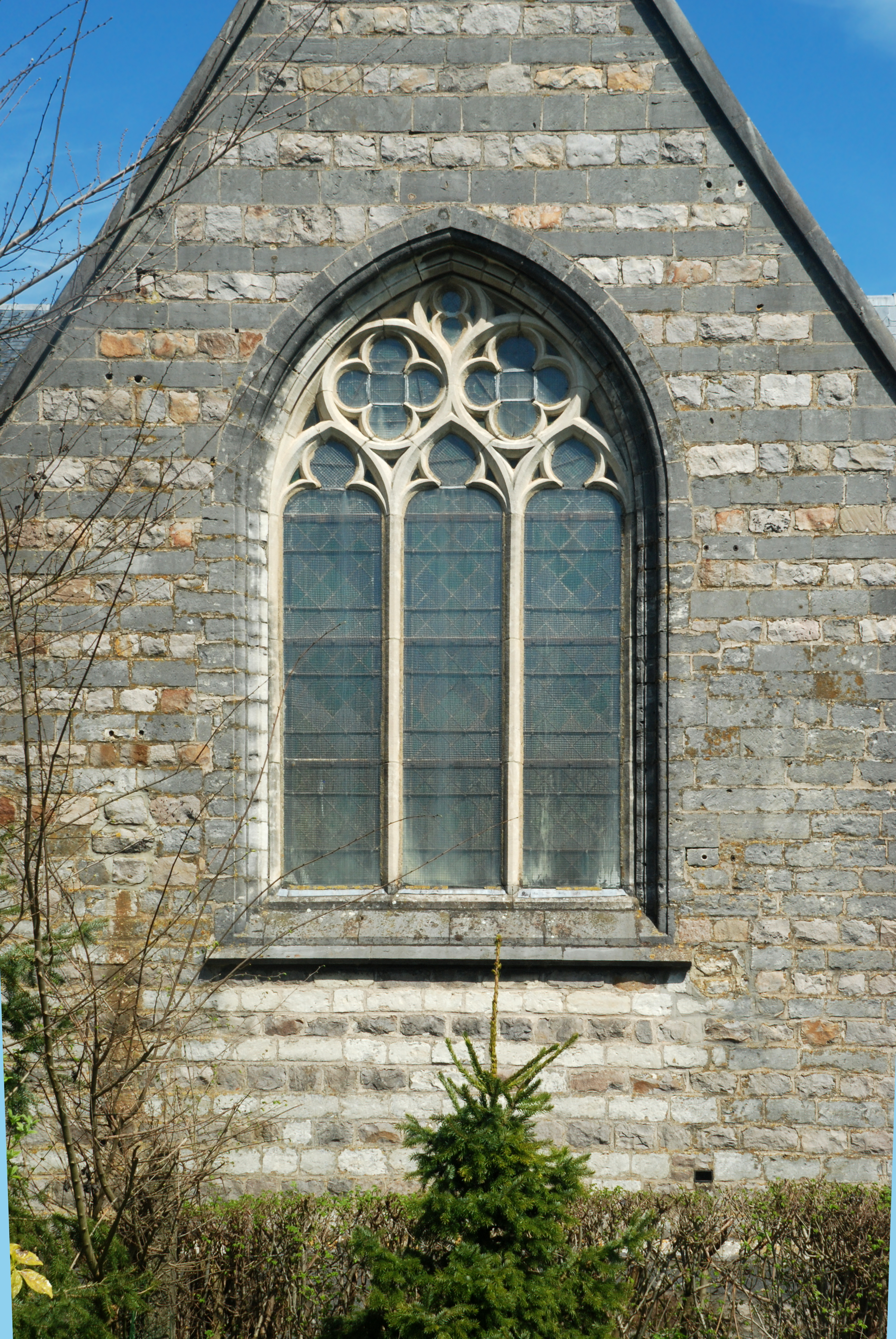
Baie du transept.
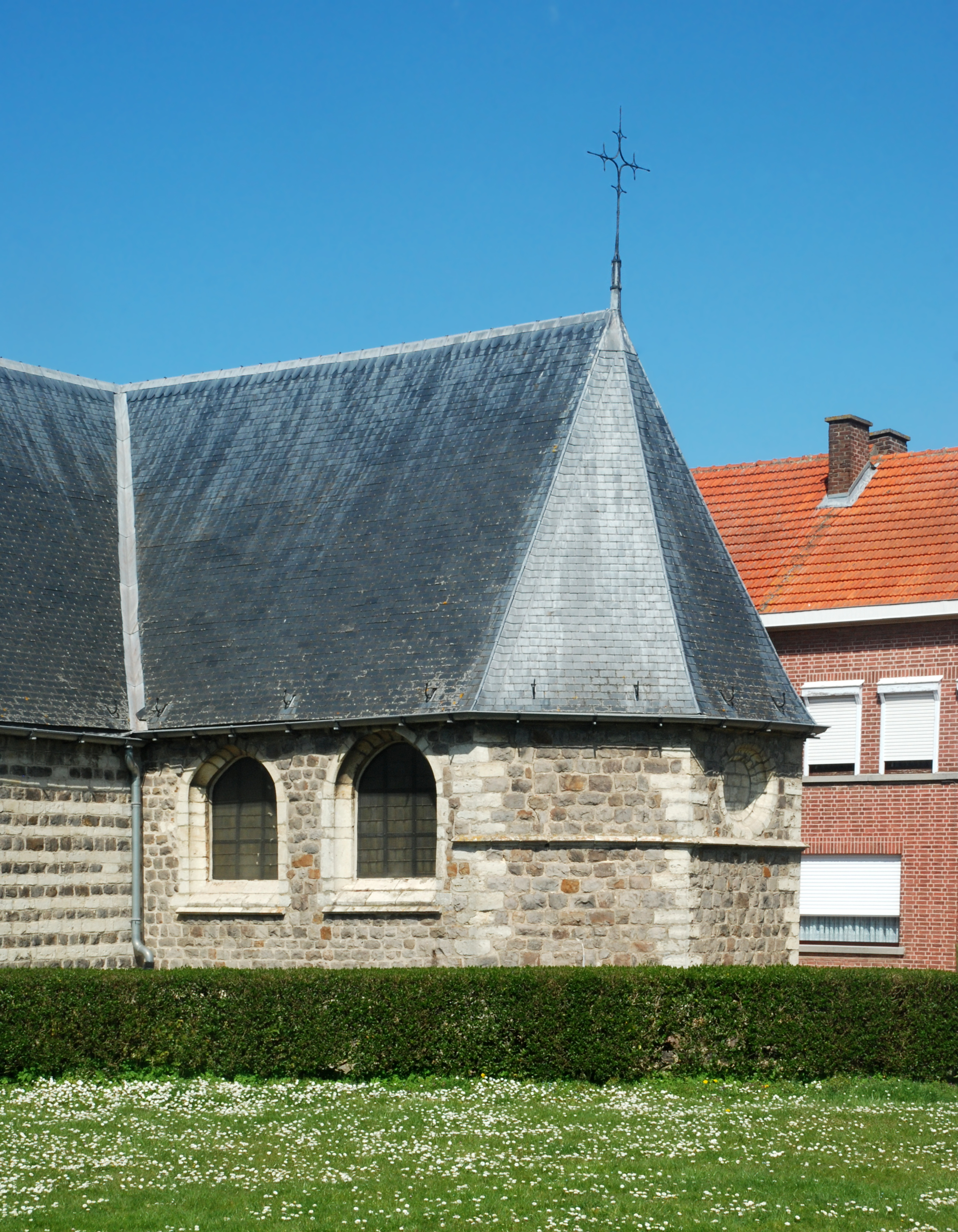
Le chevet.